# Agrupació d'electors

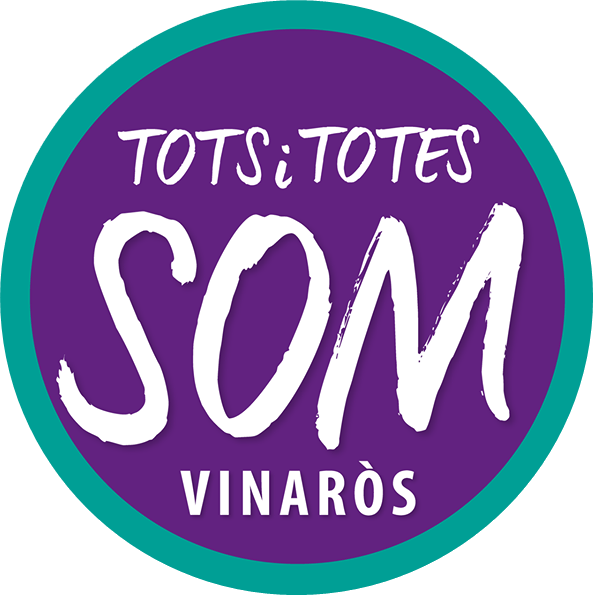
Logo d'una agrupació d'electors

Segons la legislació electoral espanyola, una agrupació d'electors és un conjunt de ciutadans que s'associa temporalment amb l'única finalitat de presentar una candidatura a unes determinades eleccions.
Per tal de presentar candidatures, les agrupacions d'electors necessiten presentar un nombre mínim de signatures:
1. En les eleccions al Congrés dels Diputats i al Senat, cal l'1% dels inscrits en el cens electoral de la respectiva circumscripció electoral.
2. En les eleccions autonòmiques depèn de la legislació de cada comunitat autònoma, però sol ser l'1% dels electors de la circumscripció electoral corresponent.
3. En les eleccions al Parlament Europeu, 15.000 electors (article 220 de la Llei Orgànica del Règim Electoral General).
4. En les eleccions municipals (article 187 de la Llei Orgànica del Règim Electoral General):

- En municipis de menys de 5.000 habitants, l'1% dels inscrits sempre que el nombre de signants sigui més del doble que el de regidors a escollir.
- En els compresos entre 5.001 i 10.000 habitants almenys 100 signatures.
- En els compresos entre 10.001 i 50.000 habitants almenys 500 signatures.
- En els compresos entre 50.001 i 150.000 habitants almenys 1.500 signatures.
- En els compresos entre 150.001 i 300.000 habitants almenys 3.000 signatures.
- En els compresos entre 300.001 i 1.000.000 d'habitants almenys 5.000 signatures.
- En els altres casos almenys 8.000 signatures.